# Kompleks Elektry
Kompleks Elektry – termin psychoanalityczny wprowadzony przez Carla Gustava Junga w 1912 roku, jako zjawisko łączące się z kompleksem Edypa Freuda z tą różnicą, że kompleks Elektry dotyczył tylko płci żeńskiej; powszechnie występująca u dziewczynek (3–6 lat) podświadoma i stłumiona skłonność płciowa do ojca i strach przed odwetem matki, jako rywalki seksualnej, budzącej nieuświadomioną wrogość dziecka. Z reguły to zjawisko przebiega łagodnie, a dziewczynka przenosi swoje zainteresowanie na rówieśników. Wczesny okres dzieciństwa jest szczególnie istotny, „właśnie w wieku przedszkolnym, kiedy układ nerwowy dziecka jest szczególnie wrażliwy i podatny na frustracje, niewłaściwe postawy rodzicielskie, a także w ogóle niewłaściwe postawy wychowawcze (np. w przedszkolu czy na katechezie), jak również nadmiernie autokratyczny, czy też zbyt liberalny styl wychowania mogą spowodować rozmaite zaburzenia i trudności w przystosowaniu”.
Pierwszy raz ten problem poruszył Zygmunt Freud w swoich badaniach nad psychoanalizą. Według Zygmunta Freuda u dziewcząt dochodzi do syndromu kastracji (faza falliczna, czyli męska), który objawia się zazdrością o członek. U dziewczynek kompleks Edypa nie kończy się definitywnie, przez co mają słabsze superego.
W klasycznej teorii psychoanalitycznej identyfikacja dziecka z rodzicem tej samej płci jest udanym rozwiązaniem kompleksu Elektry i kompleksu Edypa. Jest to kluczowe doświadczenie psychologiczne w rozwijaniu się dojrzałej tożsamości psychoseksualnej. Zamiast tego Zygmunt Freud zaproponował, aby dziewczęta i chłopcy rozwiązywali swoje kompleksy inaczej – ona zazdrościła penisa, on lękał się kastracji. Każde nieudane rozwiązania mogą doprowadzić do histerii. Dlatego też kobiety i mężczyźni, którzy są utrwaleni na etapach rozwoju psychoseksualnego Elektry i Edypa, mogą być uważani za „skupionych na ojcu” i „skupionych na matce”.
Jeśli jednak ten etap zostanie zachwiany, doprowadzić może do wystąpienia „kompleksu Elektry” w dorosłym życiu. Takie kobiety mogą mieć problemy ze znalezieniem partnera przez stawianie mu zbyt wysokich wymagań i stawianie siebie na pierwszym miejscu. Osoba cierpiąca na to zaburzenie ma w głowie wyidealizowany obraz ojca. Kobieta dotknięta tym problemem musi skorzystać z pomocy seksuologa lub psychoterapeuty. Terapia powinna pomóc znaleźć przyczynę problemu i zasugerować jego rozwiązanie. W innym wypadku trwała, romantyczna relacja z mężczyzną będzie niemożliwa.
Nazwa wywodzi się od imienia postaci z mitologii greckiej. Elektra, córka Agamemnona i Klitajmestry, siostra Ifigenii i Orestesa, nakłaniała brata do zabicia matki dla pomszczenia zamordowanego przez nią ich ojca.